# Botan
Botan은 BSD 사용 허가서로 라이선스된 암호화 라이브러리이다.
Botan은 여러 다양한 암호화 알고리즘을 제공한다. 또한 암호와 관련한 포맷, 프로토콜 지원 기능도 제공한다.
Botan 프로젝트의 원 이름은 OpenCL이었다. 2002년 OpenCL에서 Botan으로 이름을 바꾸었다. 2008년 현재 OpenCL이라는 이름은, 전혀 다른 곳인, 애플의 그래픽스 카드 프로그래밍 언어에 쓰이는 이름이 되어 있다..
2007년, 독일의 연방정보보안국(Federal Office for Information Security)이 전자여권(ePassports)을 위한 Card Verifiable Certificates를 Botan에 추가하여 구현한다는 내용의 계약을 플렉스시큐어 사(FlexSecure GmbH)와 맺었다. 수정된 Botan은 InSiTo라는 이름 하에 발매되었다..
Botan은 리눅스, FreeBSD, NetBSD, 솔라리스, Mac OS X, 마이크로소프트 윈도우 용으로 나와 있다. 1.10 버전까지는 C++98 스탠다드에 맞춰 구현되어 있으며, 이후버전은 C++11 스탠다드 컴파일러가 필요하다. STL 및 ISO 표준 라이브러리 외에 다른 디펜던시가 없다.

## 사용처
Botan은 분산 리비전 콘트롤 프로그램인 모노톤(Monotone)에 쓰이고 있다.

## 지원하는 알고리즘
지원하는 알고리즘 중 주요한 것은 다음과 같다.
- RSA, ElGamal, DLIES 공개키 암호화.
- RSA, DSA, ECDSA, Nyberg-Rueppel, Rabin-Williams 공개키 서명.
- Diffie-Hellman, ECKAEG 키교환.
- ECB, CBC, CBC/CTS, CFB, OFB, CTR 블록 사이퍼. EAX 사이퍼 모드.
- AES (Rijndael)
- AES 후보였던 Serpent, Twofish, MARS, CAST-256, RC6
- DES, DES 변종 3DES와 DESX
- ARC4, Salsa20, Turing, WiderWake4+1 스트림 사이퍼
- SEED, KASUMI, MISTY1, GOST, Skipjack
- Blowfish, CAST-128, IDEA, Noekeon, TEA, XTEA, RC2, RC5, SAFER-SK, Square 기타 블록 사이퍼
- SHA-224, SHA-256, SHA-384, SHA-512, Whirlpool, SHA-1, Tiger, RIPEMD-160, RIPEMD-128, HAS-160, FORK-256 등의 해시